# Soufiane Haddi
Soufiane Haddi (Arabisch: سفيان هدي; Khénifra, 2 februari 1991) is een Marokkaans wielrenner die anno 2018 rijdt voor Vito-Feirense-Blackjack. Zowel in 2013, in 2014, als in 2015 werd hij nationaal kampioen in het tijdrijden, daarnaast werd hij in 2015 ook nationaal kampioen op de weg.
In 2016 nam Haddi deel aan de wegwedstrijd op de Olympische Spelen in Rio de Janeiro, maar reed deze niet uit.

## Overwinningen
2012
Jongerenklassement Ronde van Marokko
Jongerenklassement Koers van de Olympische Solidariteit
 Arabisch kampioen tijdrijden, Elite
2013
Jongerenklassement La Tropicale Amissa Bongo
10e etappe Ronde van Marokko
 Marokkaans kampioen tijdrijden, Elite
2014
8e etappe Ronde van Singkarak
 Marokkaans kampioen tijdrijden, Elite
2e etappe Ronde van Sharjah
Bergklassement Ronde van Sharjah
2015
3e etappe Ronde van Egypte
6e etappe Ronde van Marokko
 Marokkaans kampioen tijdrijden, Elite
 Marokkaans kampioen op de weg, Elite
1e, 2e en 3e etappe Ronde van Sharjah
Eindklassement Ronde van Sharjah
2e etappe Jelajah Malaysia (ploegentijdrit)
2016
Jongerenklassement Ronde van Dubai
 Marokkaans kampioen tijdrijden, Elite
2e etappe Ronde van Ivoorkust
1e etappe Ronde van Sharjah (ploegentijdrit)

## Resultaten in voornaamste wedstrijden
|      | \| Jaar \| \| WK op de weg \| \| ---- \| \| ------------ \| \| 2016 \| \| opgave \| |              |
| Jaar |                                                                                     | WK op de weg |
| 2016 |                                                                                     | opgave       |

## Ploegen
- 2014 –  Skydive Dubai Pro Cycling Team
- 2015 –  Skydive Dubai Pro Cycling Team-Al Ahli Club[1]
- 2016 –  Skydive Dubai Pro Cycling Team-Al Ahli Club
- 2017 –  Skydive Dubai-Al Ahli Pro Cycling Team
- 2018 –  Vito-Feirense-Blackjack

Al Ali · Alhammadi · Desmal · Haddi · Hasnaoui · Ibrahim · Jelloul · Mancebo · Mehrab · Obaid · Zmorka
Afonso · Coutinho · Errazkin · Haddi · Matias · Pinto · Saavedra · Sancho · G. Santos · J. Santos · Vale